# 哥窑

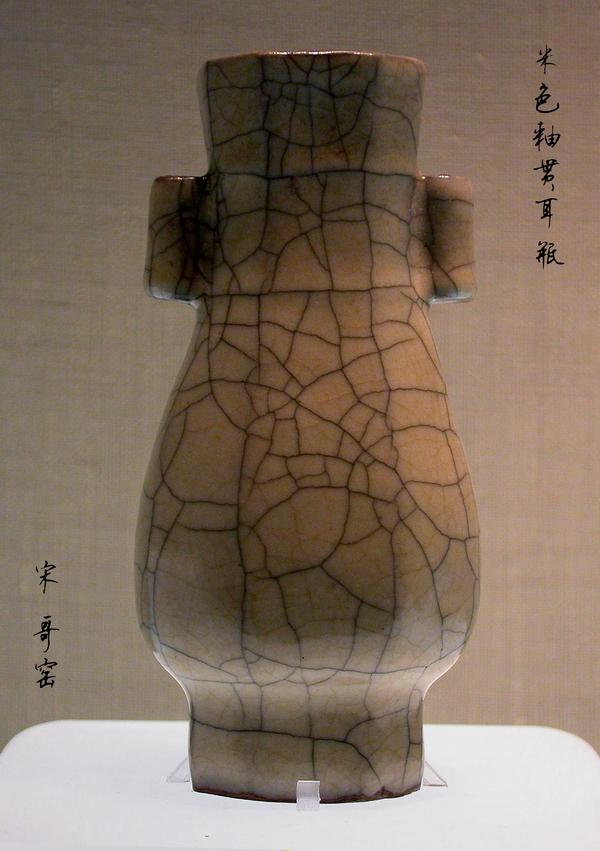
宋朝哥窑——米色釉贯耳瓶

哥窑又名哥哥窑、琉田窑是中国古时五大瓷窑之一，为宋代浙江处州人章生一在龙泉琉田创建的瓷窑；章生一的弟弟章生二在龙泉也有瓷窑，叫弟窑。
哥窑瓷土脉微紫，质薄，有油灰色、米色、粉青色三种瓷釉彩，表面满開片(裂纹)。因为土质含铁量较高，烧胚时发生氧化，瓷器胚呈紫黑铁色，瓷器没有涂釉的底部显现瓷胚本来的铁色，叫“铁足”，而釉彩较薄的口部呈紫色，叫“紫口”。
哥窑瓷開片(裂纹)，有冰裂、梅花片、墨纹、细碎纹等形状。
明代文震亨在《长物志》中说：哥窑瓷“以粉青色为上，淡白次之，油灰最下。 纹取冰裂、鳝血、铁足为上，梅花片、墨纹次之，细碎纹最下”。
唐秉钧《古瓷合评》说哥窑质厚耐藏。